# نادي ليويس
نادي ليويس لكرة القدم (بالإنجليزية: Lewes Football Club)‏ نادي كرة قدم إنجليزي يلعب في دوري الدرجة السادسة . تم تأسيس النادي في سنة 1885 .